# 迪特尔·博斯特
迪特尔·博斯特（Dieter Borst，1950年5月12日），德国画家

## 生平
- 1969 研究在慕尼黑
- 1972 研究非洲之行
- 1997 移动到大加那利
- 2007 他的工作室和所有的图像通过重大火灾损失

## 作品圖片

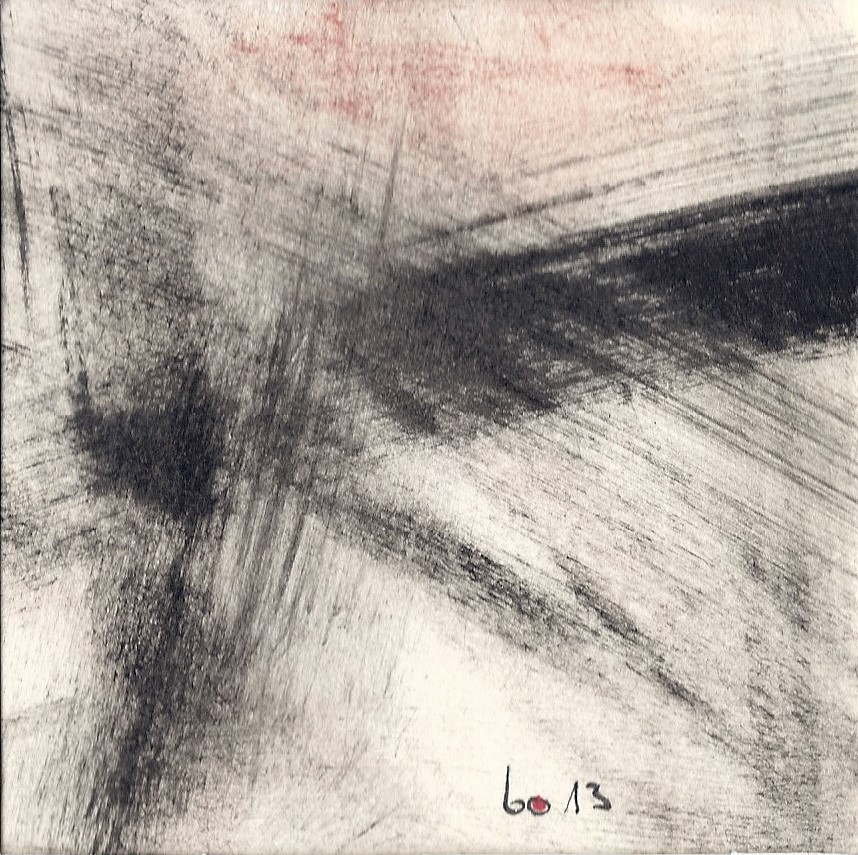
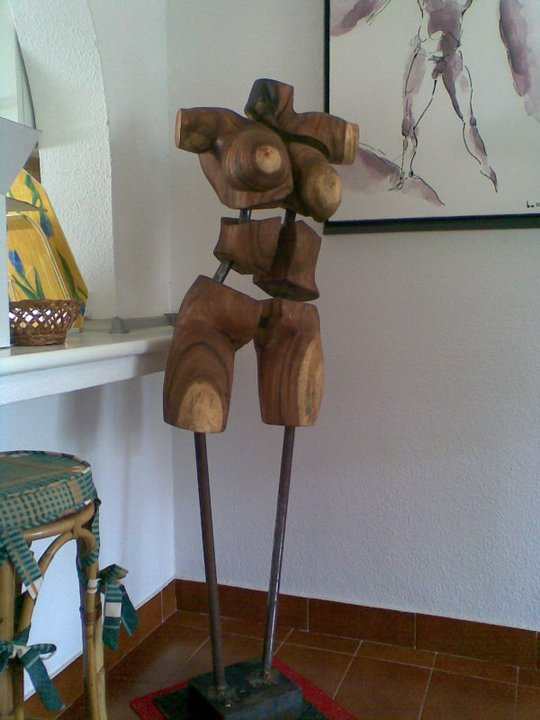
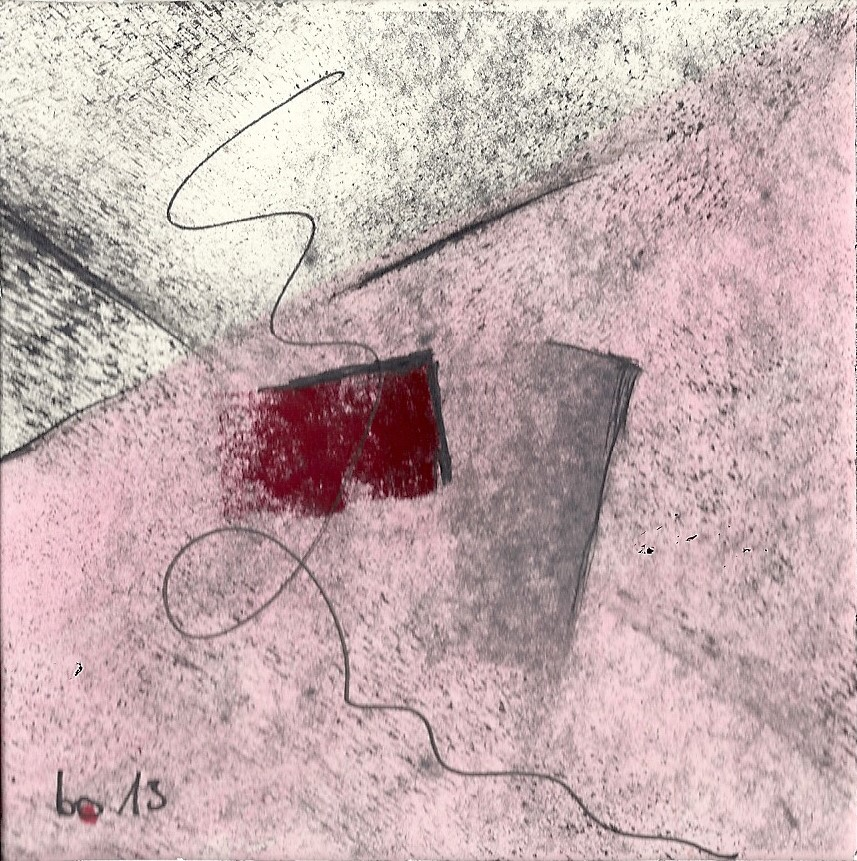
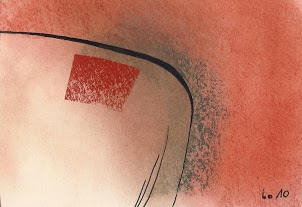
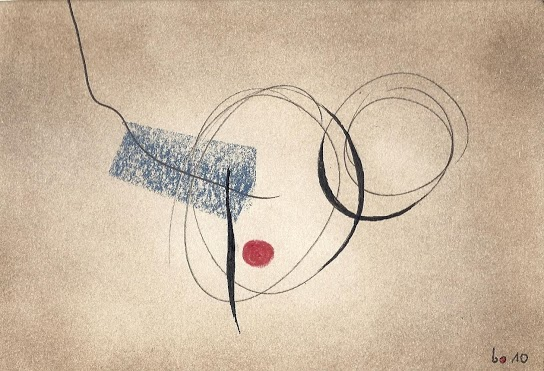
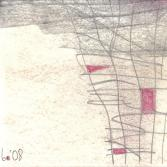
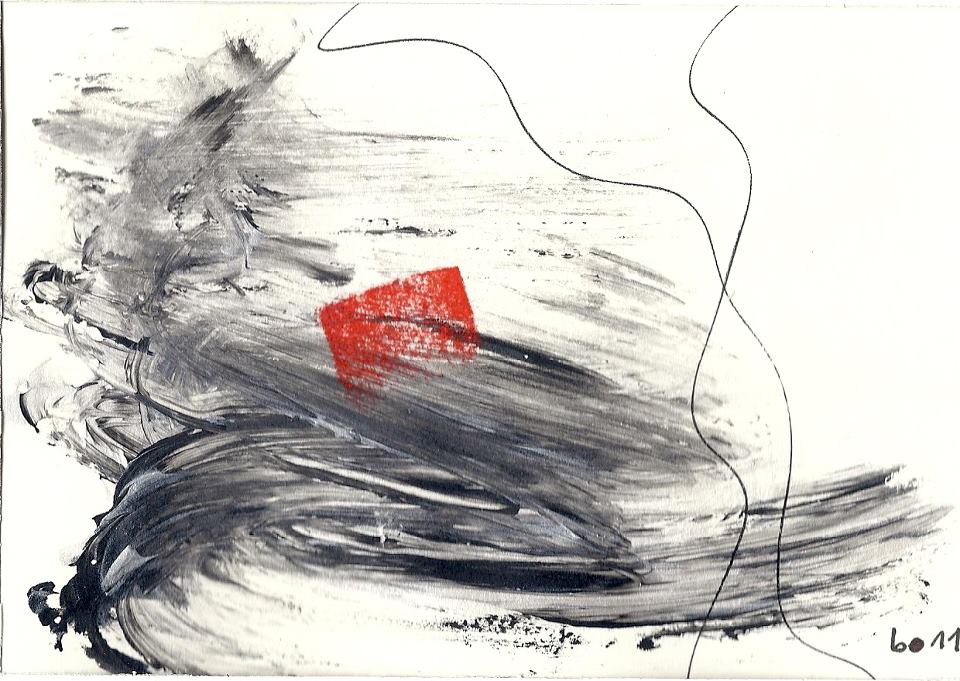
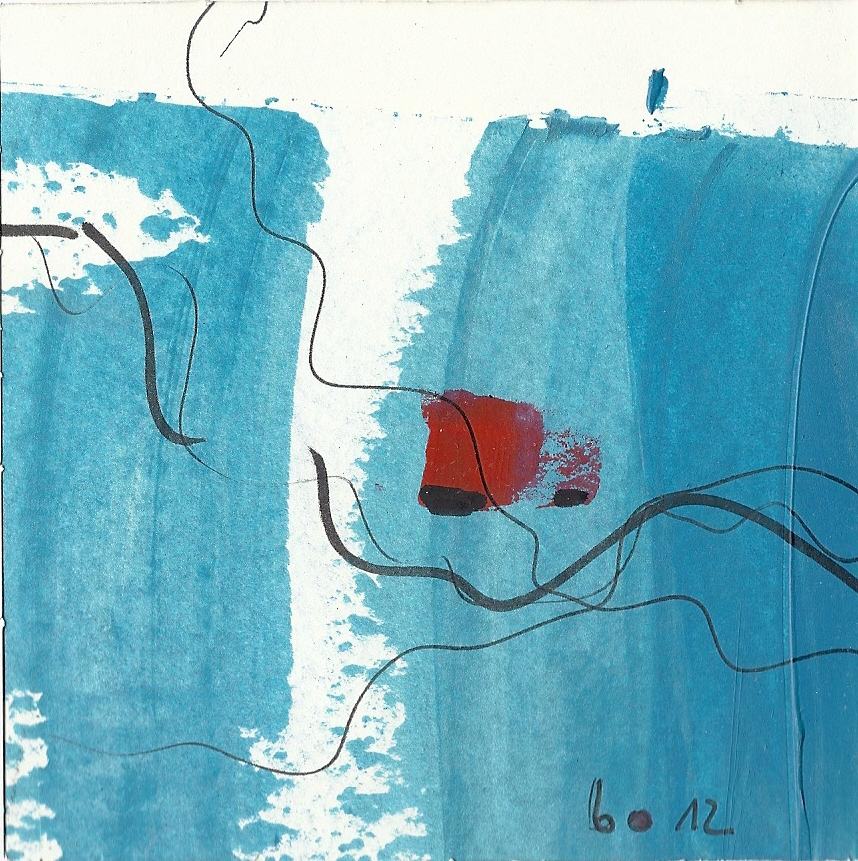
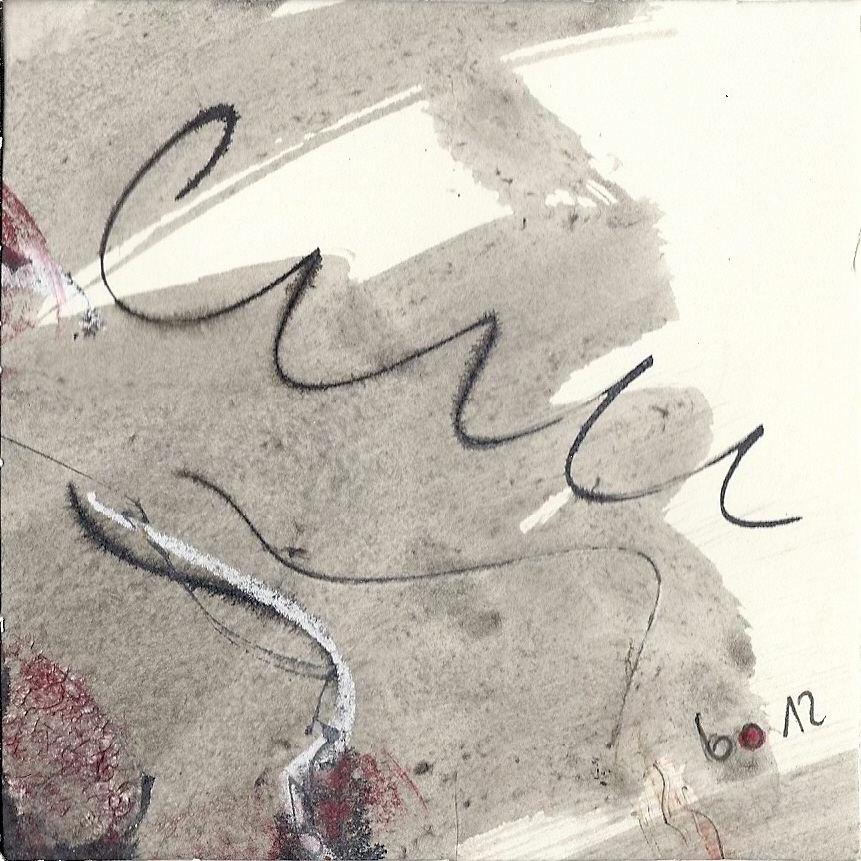
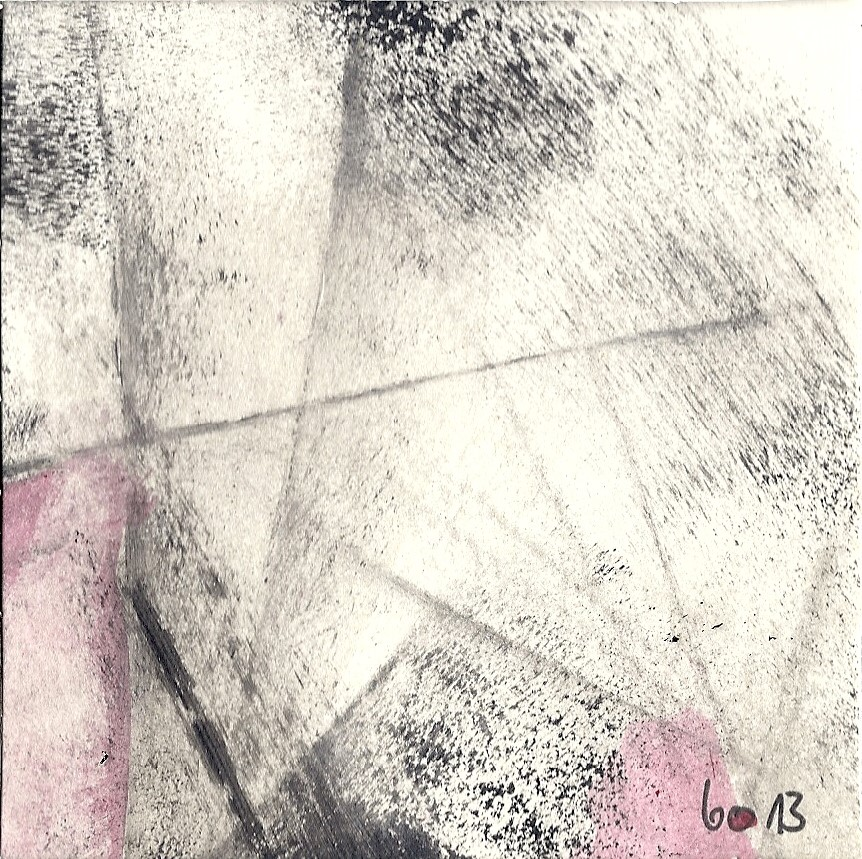
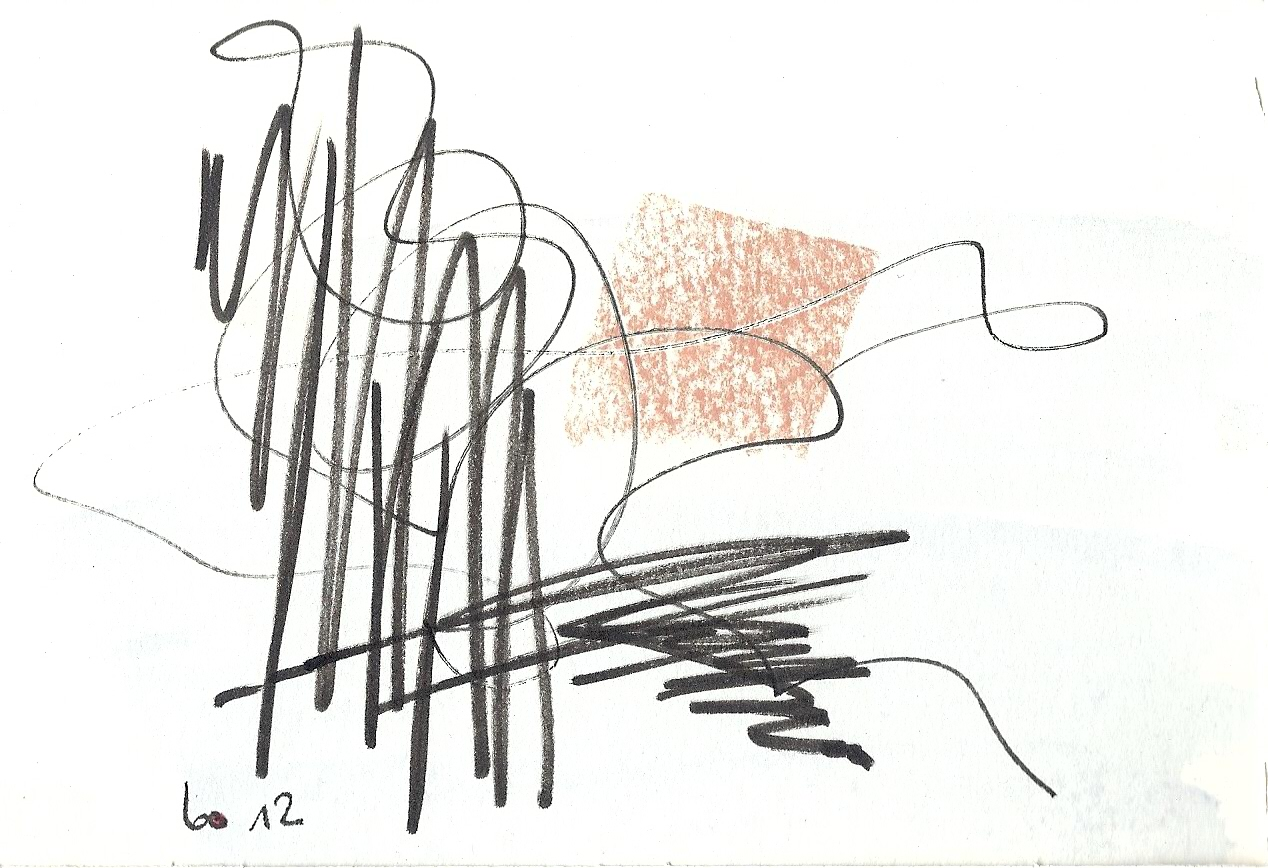
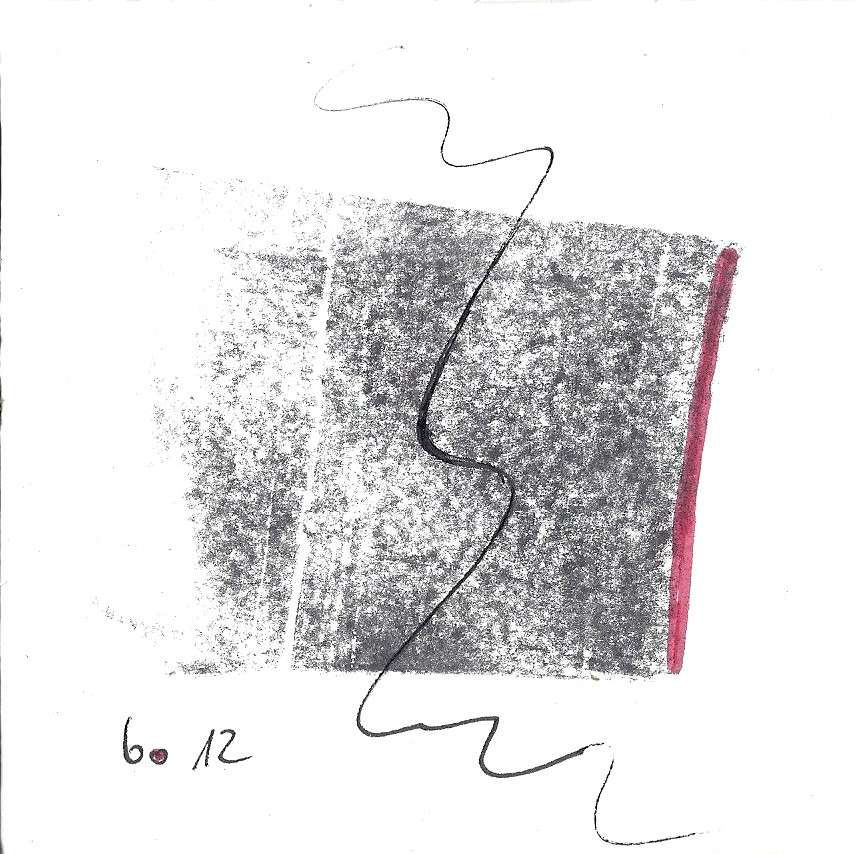

## 文学
- Dieter Borst Art Informel 2010 - 2011, ISBN 978-3-8442-9261-9
- Dieter Borst - Art Informel 2013, ISBN 978-3-7322-5015-8

## 外部連結
- Dieter Borst, 首页   （页面存档备份，存于）
- Dieter Borst, 你管 *Dieter Borst, You Tube （页面存档备份，存于）